# Station Åmot
Station Åmot is een station in  Åmot/Geithus in de gemeente Modum  in  Noorwegen. Het station ligt aan Randsfjordsbanen. Åmot dateert uit 1866 en is een ontwerp van Georg Andreas Bull. Bij de opening werd het gespeld als Aamot. In 2004 werd het station gesloten voor personenvervoer.